# Gemeinde Ormož

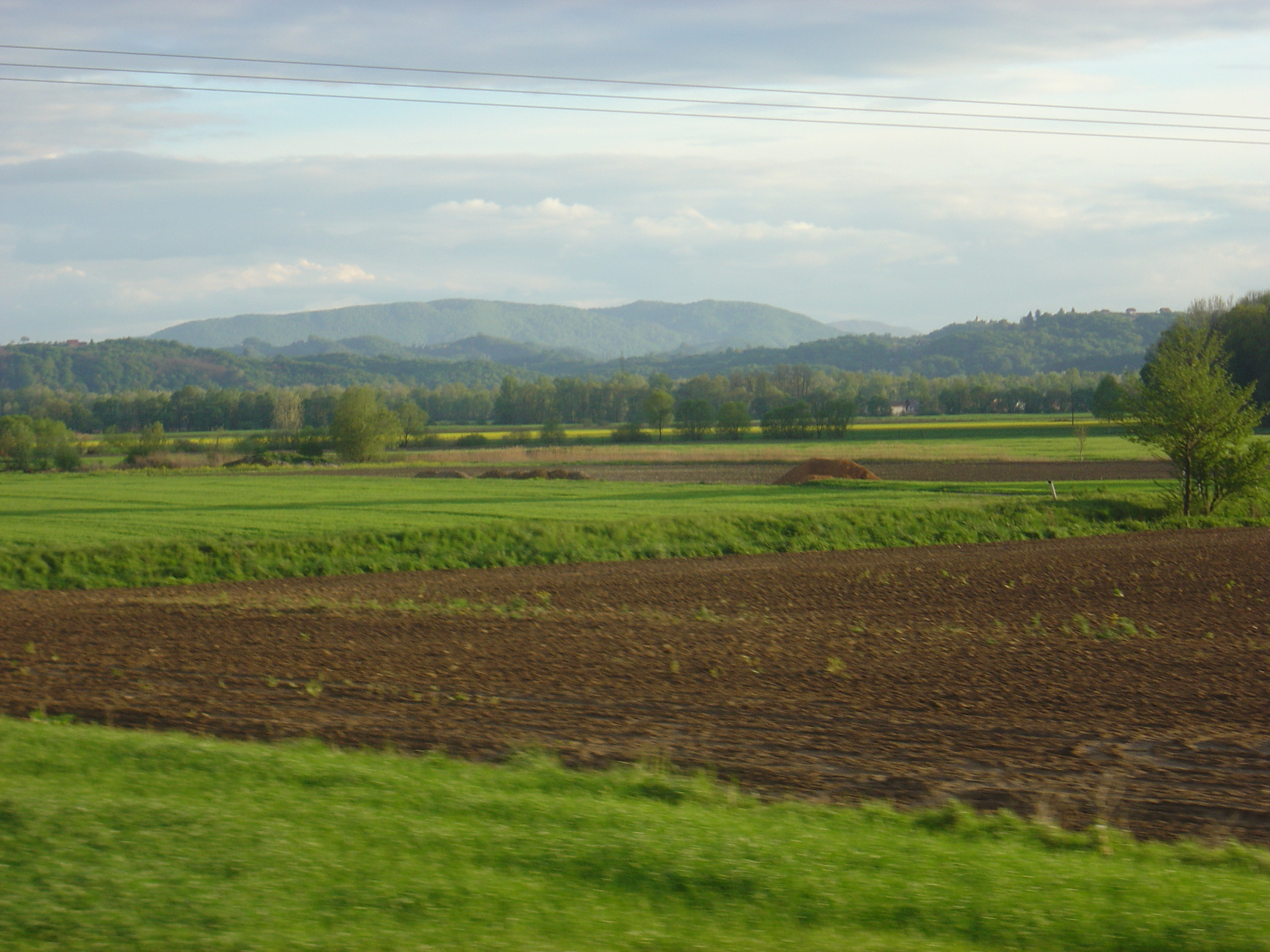
Landschaft bei Ormož

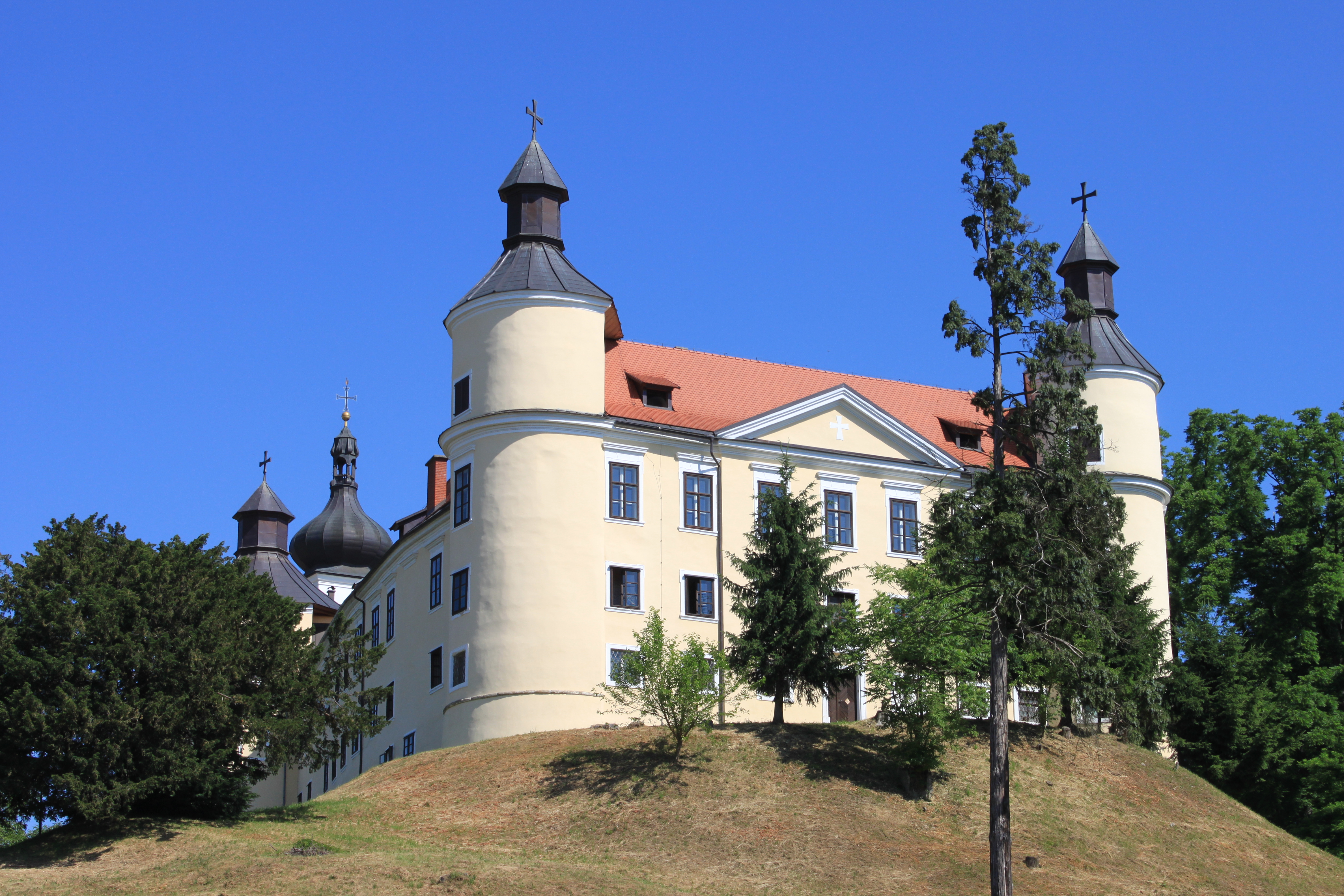
Burg Velika Nedelja

Die Gemeinde Ormož (slowenisch: Občina Ormož) ist eine Gemeinde im Nordosten Sloweniens. Sie liegt am östlichen Rand des Pettauer Feldes (Ptujsko polje) in der historischen Region Spodnja Štajerska (Untersteiermark) und in der statistische Region Podravska.
Hauptort und Verwaltungszentrum ist die Kleinstadt Ormož. 

## Lage
Die Drau bildet die südliche Gemeindegrenze und damit auch die Grenze zu Kroatien. Der zentrale und nördliche Teil des für die Region relativ großen Gemeindegebietes liegt in den Slovenske gorice (Windische Bühel). Mehrere kleine Bäche ziehen dort von Nord nach Süd und münden anschließend in die Drau. Einziger größerer Fluss neben der Drau ist die Pesnica (Pößnitz), die kurz vor der Stadt in sie mündet. Kurz danach wird sie zum Stausee Ormoško jezero aufgestaut.
Die nächsten größeren Städte sind das nordwestlich liegende Maribor (etwa 42 km Luftlinie), das westlich liegende Ptuj (22 km) und das in südöstlich in Kroatien liegende Varaždin (18 km).

## Ortschaften
Die Gemeinde umfasst 61 Ortschaften. Die deutschen Exonyme in den Klammern stammen aus der Mitte des 19. Jahrhunderts und werden heutzutage nicht mehr verwendet:
- Bresnica (Wresnitzen)
- Cerovec Stanka Vraza (Zerovetz)
- Cvetkovci (Zwetkofzen)
- Dobrava (Dobrova)
- Dobrovščak (Dobrovcak)
- Drakšl (Draxl)
- Frankovci (Frankofzen)
- Gomila pri Kogu, (Gomillenberg)
- Hajndl (Haindl)
- Hardek (Hardegg)
- Hermanci (Hermanetz)
- Hujbar (Huberberg)
- Hum pri Ormožu (Kulmberg)
- Ivanjkovci (Ivankofzen)
- Jastrebci (Jastrovetz)
- Kajžar (Kaisersberg)
- Kog (Kaag)
- Krčevina (Kertschovina)
- Lačaves (Latschendorf)
- Lahonci (Lachonetz)
- Lešnica (Löschnitz)
- Lešniški Vrh (Löschnitzberg)
- Libanja (Libonja)
- Litmerk (Littenberg)
- Loperšice (Loperschitz)
- Lunovec (Lunaberg)
- Mali Brebrovnik (Wrebrovnik)
- Mihalovci (Mihalotzen)
- Mihovci pri Veliki Nedelji (Mihovetz)
- Miklavž pri Ormožu (Sankt Nikolai)
- Ormož (Friedau)
- Osluševci (Osluschofzen)
- Pavlovci (Paulofzen)
- Pavlovski Vrh (Paulusberg)
- Podgorci (Podgorzen)
- Preclava (Prezlava)
- Pušenci (Puschendorf)
- Ritmerk (Rittenberg)
- Runeč (Runtschen)
- Senešci (Seneschitz)
- Sodinci (Sodinetz)
- Spodnji Ključarovci (Klutscharovetz)
- Stanovno (Steinluger)
- Strezetina (Stresetin)
- Strjanci (Sterianzen)
- Strmec pri Ormožu (Stermetz)
- Svetinje (Allerheiligen)
- Šardinje (Scharding)
- Trgovišče (Altenmarkt)
- Trstenik (Oberröhr)
- Veličane (Wellitschan)
- Velika Nedelja (Großsonntag)
- Veliki Brebrovnik (Wrebrovnik)
- Vičanci (Vitschanetz)
- Vinski Vrh (Weinberg)
- Vitan (Vittan)
- Vodranci, (Adrianzen)
- Vuzmetinci (Wiesmannsdorf)
- Zasavci (Kleinweinberg bei Friedau)
- Žerovinci (Grünauberg)
- Žvab (Schwaben)

## Nachbargemeinden
| Sveti Tomaž | Ljutomer                                    | Štrigova (HR)     |
| Dornava     | Kompassrose, die auf Nachbargemeinden zeigt | Središče ob Dravi |
| Gorišnica   | Cestica (HR)                                | Petrijanec (HR)   |

## Sehenswürdigkeiten
- Burg Ormož und Regionalmuseum Ptuj-Ormož
- Burg und Ortschaft Velika Nedelja
- Ormož-Stausee und Lagune
- Wald und Weinberge

## Verkehr
Durch die Stadt verläuft die Nationalstraße 2 von Westen nach Osten, die unter anderem nach Ptuj führt. Dort befindet sich mit der Anschlussstelle „Draženci“ an der A4 auch die nächstgelegene Anschlussmöglichkeit an das überregionale Straßennetz.
Der Kreuzungsbahnhof Ormož befindet sich einerseits an der Bahnlinie von Pragersko nach Središče, andererseits ist er Ausgangspunkt der Bahnlinie nach Murska Sobota und Hodoš. Insgesamt gibt es neben dem Bahnhof noch fünf weitere Bahnhaltestellen auf dem Gemeindegebiet.